# The Honda Classic
De Honda Classic is een golftoernooi in de Verenigde Staten en maakt deel uit van de Amerikaanse PGA Tour. Het toernooi werd in 1972 opgericht en wordt sindsdien altijd in de maand maart in Florida gespeeld. Sinds 2007 vindt het toernooi telkens plaats op de PGA National Golf Club.

## Geschiedenis
De eerste editie vond plaats in 1972. Het toernooi werd de eerste jaren in Lauderhill gespeeld. Sinds 1984 wordt het toernooi de Honda Classic genoemd en wordt op verschillende banen georganiseerd. 
In 1994 werd het toernooi voor het eerst door een niet-Amerikaan gewonnen. De winnaar krijgt ruim US$ 1.000.000. Voor de Europese golfprofessionals is dit geen aantrekkelijk toernooi omdat de WGC - Matchplay, het WGC - CA Kampioenschap en de Masters, die in dezelfde weken vallen, belangrijker zijn.

## Winnaars
| Jaar                                               | Baan                                                                            | Stad                                                                            | Winnaar                                                                         | Score                                                                           | Score                                                                           | Info                                                                            |
| Jackie Gleason's Inverrary Classic                 | Jackie Gleason's Inverrary Classic                                              | Jackie Gleason's Inverrary Classic                                              | Jackie Gleason's Inverrary Classic                                              | Jackie Gleason's Inverrary Classic                                              | Jackie Gleason's Inverrary Classic                                              | Jackie Gleason's Inverrary Classic                                              |
| -------------------------------------------------- | ------------------------------------------------------------------------------- | ------------------------------------------------------------------------------- | ------------------------------------------------------------------------------- | ------------------------------------------------------------------------------- | ------------------------------------------------------------------------------- | ------------------------------------------------------------------------------- |
| 1972                                               | Inverrary Country Club                                                          | Lauderhill                                                                      | Tom Weiskopf                                                                    | 278                                                                             | –10                                                                             |                                                                                 |
| Jackie Gleason Inverrary-National Airlines Classic |                                                                                 |                                                                                 |                                                                                 |                                                                                 |                                                                                 |                                                                                 |
| 1973                                               | Inverrary Country Club                                                          | Lauderhill                                                                      | Lee Trevino                                                                     | 279                                                                             | –9                                                                              |                                                                                 |
| 1974                                               | Inverrary Country Club                                                          | Lauderhill                                                                      | Leonard Thompson                                                                | 278                                                                             | –10                                                                             |                                                                                 |
| 1975                                               | Inverrary Country Club                                                          | Lauderhill                                                                      | Bob Murphy                                                                      | 273                                                                             | –15                                                                             |                                                                                 |
| 1976                                               | Geen toernooi, omdat de Inverrary Country Club The Players Championship ontving | Geen toernooi, omdat de Inverrary Country Club The Players Championship ontving | Geen toernooi, omdat de Inverrary Country Club The Players Championship ontving | Geen toernooi, omdat de Inverrary Country Club The Players Championship ontving | Geen toernooi, omdat de Inverrary Country Club The Players Championship ontving | Geen toernooi, omdat de Inverrary Country Club The Players Championship ontving |
| 1977                                               | Inverrary Country Club                                                          | Lauderhill                                                                      | Jack Nicklaus                                                                   | 275                                                                             | –13                                                                             |                                                                                 |
| 1978                                               | Inverrary Country Club                                                          | Lauderhill                                                                      | Jack Nicklaus                                                                   | 276                                                                             | –12                                                                             |                                                                                 |
| 1979                                               | Inverrary Country Club                                                          | Lauderhill                                                                      | Larry Nelson                                                                    | 274                                                                             | –14                                                                             |                                                                                 |
| 1980                                               | Inverrary Country Club                                                          | Lauderhill                                                                      | Johnny Miller                                                                   | 274                                                                             | –14                                                                             |                                                                                 |
| American Motors Inverrary Classic                  |                                                                                 |                                                                                 |                                                                                 |                                                                                 |                                                                                 |                                                                                 |
| 1981                                               | Inverrary Country Club                                                          | Lauderhill                                                                      | Tom Kite                                                                        | 274                                                                             | –14                                                                             |                                                                                 |
| Honda Inverrary Classic                            |                                                                                 |                                                                                 |                                                                                 |                                                                                 |                                                                                 |                                                                                 |
| 1982                                               | Inverrary Country Club                                                          | Lauderhill                                                                      | Hale Irwin                                                                      | 269                                                                             | –19                                                                             |                                                                                 |
| 1983                                               | Inverrary Country Club                                                          | Lauderhill                                                                      | Johnny Miller                                                                   | 278                                                                             | –10                                                                             |                                                                                 |
| Honda Classic                                      |                                                                                 |                                                                                 |                                                                                 |                                                                                 |                                                                                 |                                                                                 |
| 1984                                               | TPC Eagle Trace                                                                 | Coral Springs                                                                   | Bruce Lietzke po                                                                | 280                                                                             | –8                                                                              | Won de play-off van Andy Bean                                                   |
| 1985                                               | TPC Eagle Trace                                                                 | Coral Springs                                                                   | Curtis Strange po                                                               | 275                                                                             | –13                                                                             | Won de play-off van Peter Jacobsen                                              |
| 1986                                               | TPC Eagle Trace                                                                 | Coral Springs                                                                   | Kenny Knox                                                                      | 287                                                                             | –1                                                                              |                                                                                 |
| 1987                                               | TPC Eagle Trace                                                                 | Coral Springs                                                                   | Mark Calcavecchia                                                               | 279                                                                             | –9                                                                              |                                                                                 |
| 1988                                               | TPC Eagle Trace                                                                 | Coral Springs                                                                   | Joey Sindelar                                                                   | 276                                                                             | –12                                                                             |                                                                                 |
| 1989                                               | TPC Eagle Trace                                                                 | Coral Springs                                                                   | Blaine McCallister                                                              | 266                                                                             | –22                                                                             |                                                                                 |
| 1990                                               | TPC Eagle Trace                                                                 | Coral Springs                                                                   | John Huston                                                                     | 282                                                                             | –6                                                                              |                                                                                 |
| 1991                                               | TPC Eagle Trace                                                                 | Coral Springs                                                                   | Steve Pate                                                                      | 279                                                                             | –9                                                                              |                                                                                 |
| 1992                                               | Weston Hills Country Club                                                       | Weston                                                                          | Corey Pavin po                                                                  | 273                                                                             | –15                                                                             | Won de play-off van Fred Couples                                                |
| 1993                                               | Weston Hills Country Club                                                       | Weston                                                                          | Fred Couples po                                                                 | 207                                                                             | –9                                                                              | Wegens slechte weer, ingekort tot 3 ronden Won de play-off van Robert Gamez     |
| 1994                                               | Weston Hills Country Club                                                       | Weston                                                                          | Nick Price                                                                      | 276                                                                             | –8                                                                              |                                                                                 |
| 1995                                               | Weston Hills Country Club                                                       | Weston                                                                          | Mark O'Meara                                                                    | 275                                                                             | –9                                                                              |                                                                                 |
| 1996                                               | TPC Eagle Trace                                                                 | Coral Springs                                                                   | Tim Herron                                                                      | 271                                                                             | –17                                                                             |                                                                                 |
| 1997                                               | TPC Heron Bay                                                                   | Coral Springs                                                                   | Stuart Appleby                                                                  | 274                                                                             | –14                                                                             |                                                                                 |
| 1998                                               | TPC Heron Bay                                                                   | Coral Springs                                                                   | Mark Calcavecchia                                                               | 270                                                                             | –18                                                                             |                                                                                 |
| 1999                                               | TPC Heron Bay                                                                   | Coral Springs                                                                   | Vijay Singh                                                                     | 277                                                                             | –11                                                                             |                                                                                 |
| 2000                                               | TPC Heron Bay                                                                   | Coral Springs                                                                   | Dudley Hart                                                                     | 269                                                                             | –19                                                                             |                                                                                 |
| 2001                                               | TPC Heron Bay                                                                   | Coral Springs                                                                   | Jesper Parnevik                                                                 | 270                                                                             | –18                                                                             |                                                                                 |
| 2002                                               | TPC Heron Bay                                                                   | Coral Springs                                                                   | Matt Kuchar                                                                     | 269                                                                             | –19                                                                             |                                                                                 |
| 2003                                               | Country Club at Mirasol                                                         | Palm Beach Gardens                                                              | Justin Leonard                                                                  | 264                                                                             | –24                                                                             |                                                                                 |
| 2004                                               | Country Club at Mirasol                                                         | Palm Beach Gardens                                                              | Todd Hamilton                                                                   | 276                                                                             | –12                                                                             |                                                                                 |
| 2005                                               | Country Club at Mirasol                                                         | Palm Beach Gardens                                                              | Pádraig Harrington po                                                           | 274                                                                             | –14                                                                             | Won de play-off van Joe Ogilvie en Vijay Singh                                  |
| 2006                                               | Country Club at Mirasol                                                         | Palm Beach Gardens                                                              | Luke Donald                                                                     | 276                                                                             | –12                                                                             |                                                                                 |
| 2007                                               | PGA National Golf Club                                                          | Palm Beach Gardens                                                              | Mark Wilson po                                                                  | 275                                                                             | –5                                                                              | Won de play-off van Jose Coceres, Camilo Villegas en Boo Weekley                |
| 2008                                               | PGA National Golf Club                                                          | Palm Beach Gardens                                                              | Ernie Els                                                                       | 274                                                                             | –6                                                                              |                                                                                 |
| 2009                                               | PGA National Golf Club                                                          | Palm Beach Gardens                                                              | Y.E. Yang                                                                       | 271                                                                             | –9                                                                              |                                                                                 |
| 2010                                               | PGA National Golf Club                                                          | Palm Beach Gardens                                                              | Camilo Villegas                                                                 | 267                                                                             | –13                                                                             |                                                                                 |
| 2011                                               | PGA National Golf Club                                                          | Palm Beach Gardens                                                              | Rory Sabbatini                                                                  | 271                                                                             | –9                                                                              |                                                                                 |
| 2012                                               | PGA National Golf Club                                                          | Palm Beach Gardens                                                              | Rory McIlroy                                                                    | 268                                                                             | –12                                                                             | Met 61 slagen in 1 ronde zette Brian Harman een baanrecord neer                 |
| 2013                                               | PGA National Golf Club                                                          | Palm Beach Gardens                                                              | Michael Thompson                                                                | 271                                                                             | –9                                                                              |                                                                                 |
| 2014                                               | PGA National Golf Club                                                          | Palm Beach Gardens                                                              | Russell Henley po                                                               | 272                                                                             | –8                                                                              | Won de play-off van Rory McIlroy, Ryan Palmer en Russell Knox                   |
| 2015                                               | PGA National Golf Club                                                          | Palm Beach Gardens                                                              | Pádraig Harrington po                                                           | 274                                                                             | –6                                                                              | Won de play-off van Daniel Berger                                               |

| Toernooirecord |  | po = winnaar na play-off |